# Gömbvillám
A gömbvillám avagy régies nevén matató ménkű egy kifejezetten ritka, vélhetően elektromos jelenség; a troposzférában előforduló elektromos kisülések legritkábban megfigyelt fajtája. Alapvetően fénylő, változatos alakú, de általában gömbszerű, a többi villámhoz képest lassú mozgású és hosszabb életű, rendszerint földközeli objektum. Létezése önmaga is hosszú ideig vita tárgyát képezte, mibenlétének és keletkezésének körülményei egyelőre nem tisztázottak. Kutatását nehezíti, hogy laboratóriumi körülmények között való előállítása nem megoldott; ugyan a legutóbbi idők kísérletei nyomán hasonlót már sikerült létrehozni, a vélemények azonban erősen megoszlanak azzal kapcsolatban, hogy ez gömbvillám lett volna. 2012-ben "közönséges" villámok megfigyelése közben a látható fény tartományában észleltek gömbvillámnak látható jelenséget. Az észlelt fény spektrumvonalai szilícium, vas és kalcium jelenlétét mutatják, és ez az elpárologtatott szilícium magyarázatot erősíti.

## Jellemzői
A legtöbbször vihar közben vagy közvetlenül azt követően jön létre, az esetek többségében villámbecsapódás után. Egyes beszámolók szerint a gömbvillám a „normál” villám mentén ereszkedik le a földre, mások azt állítják, hogy a becsapódás helyén keletkezett. Átlagos élettartama néhányszor 10 másodperc. Az esetek többségében nyílt területen fordul elő, de zárt térben való keletkezése is dokumentálva van.
Számtalan színváltozata a fehértől a sárgán és narancssárgán át a vörösig és a kékig terjed, ugyanakkor fényereje általában gyenge, legtöbbször áttetsző. Ha a gömbvillám nagy része áttetsző, akkor a jelenség jóval gyakoribb lehet, mint ami a megfigyelések számából következne, hiszen azokat nappal nehéz észrevenni; ilyenkor jelenlétükre esetleges nyomaikból lehet következtetni.
Mérete a néhány centimétertől a néhány méterig terjedhet, de általában narancs vagy labda méretű. Leggyakrabban gömb, ritkábban körte, illetve szivar alakú; viszonylag gyakran vet szikrákat.
Mozgása nem igazán hasonlítható a villámokhoz, mivel viszonylag lassú, néha megáll. Mozgás közben gyakori az irányváltoztatás (matató ménkő), lebegése a földfelszínnel általában párhuzamos, a magasságbeli ingadozás viszonylag ritka. A szél általában nem, de az elektromos terek befolyásolhatják mozgásának irányát. A szilárd tárgyakat általában kikerüli, de megfigyeltek már lyukat égetve érkező vagy alakot változtatva résen áthaladó objektumot is. Előfordulhat csoportban is; mozgásuk ekkor egymást követi, esetenként összeolvadhatnak, illetve szétválhatnak.
A gömbvillám élettani hatásai nagyban hasonlítanak az erős egyenáraméihoz; az érintkezés légzési és szívritmuszavarokat, égési sérüléseket vagy akár halált is okozhat.
Nagyon ritkán anyagkiszóródás figyelhető meg belőlük. Kísérő hang- és szaghatás elképzelhető.
Felrobbanással vagy elhalványulással szűnik meg, a beszámolókban említett környezetmódosító hatásai alapján energiatartalma 1000 joule és 10 MJ közé becsülik. Az élőlényekre a kisebb energiájú gömbvillám is életveszélyes, de az még alapvetően nem rombol; a nagyobb energiájú akár tüzet is gyújthat, illetve szilárd testeket égethet át.
Megjegyzendő, hogy jó néhányan a koronakisüléseket is gömbvillámoknak vélik, holott a két jelenség egymástól jelentősen eltér.

## Kutatásának története

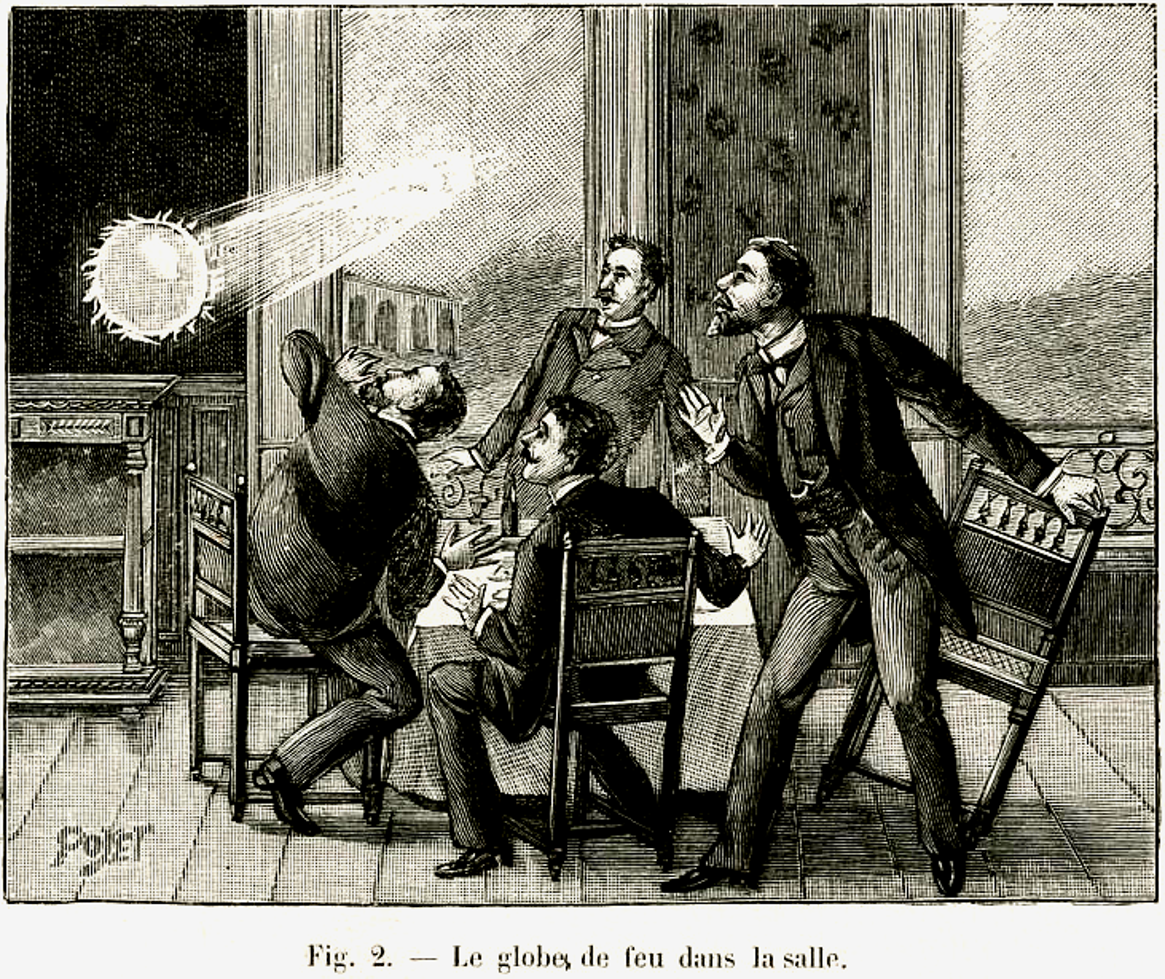
Gömbvillám ábrázolása egy 19. századi metszeten

Az első írásos emlékek a kínaiaktól származnak, akik hozzávetőleg az időszámításunk előtt 500 évvel jegyezték le a jelenséget sárkánytűz néven.[forrás?] Európában az ókori görögök tesznek róla először említést.
Viszonylagos ritkasága miatt a korábbi évszázadokban még létezését is kétségbe vonták, kutatását pedig áltudománynak minősítették. Vizsgálata alapvetően a szemtanúk beszámolóira, illetve a jelenség nyomainak tanulmányozására korlátozódik.
Mesterségesen legelőször Nikola Tesla hozott létre gömbvillámot 1899. december 17-én a Colorado Springs-i laboratóriumában, ahol az elektromos energia és információ vezeték nélküli továbbításán dolgozott.
A 2000-es évektől több, egymástól független csoport is előállított hasonló jelenséget; a kísérletek egy része azonban olyan feltételek között zajlott (gerjesztés mikrohullámú sugárzással, plazmaképzés magas hőfokon), amely jobbára kizárja, hogy ezen elv alapján a természetben is megjelenjenek ezek a tünemények. A többi mai kísérletről is elmondható, hogy vita tárgyát képezi, hogy egyáltalán gömbvillámot sikerült-e előállítani. Megjegyzendő viszont, hogy a természetben észlelt gömbvillámok is rendkívül változatosak, s nem is bizonyos, hogy egyetlen jelenségről van szó.
2012 júliusában sikerült az első részletesen dokumentált megfigyelés Jüan Ping (Northwest Normal University, Lancsou, Kína) és munkatársai révén. Normál villámokat filmeztek volna nagy sebességű kamerák és spektroszkópok segítségével, amikor észrevették az egyik lecsapó villám keltette tartós fénylést. A 900 méterre lévő jelenséget közel másfél másodpercig látták, ezalatt fehérből vörösessé vált, pár métert haladt oldalirányban, majd felfelé is. A talaj feletti magassága az esti sötétség miatt nem volt megbecsülhető. A spektrumában a talajban gyakori elemeket azonosítottak: szilíciumot, vasat és kalciumot, ami megfelel a talajra lecsapó villám hipotézisnek.
Laboratóriumi körülmények között Tesla óta egyelőre nem sikerült gömbvillámot előállítani, bár születtek olyan tudományos beszámolók, melyek tanúsága szerint igen hasonló tulajdonsággal rendelkező tűzgolyók megalkotása már lehetséges.

## Kísérletek és teóriák

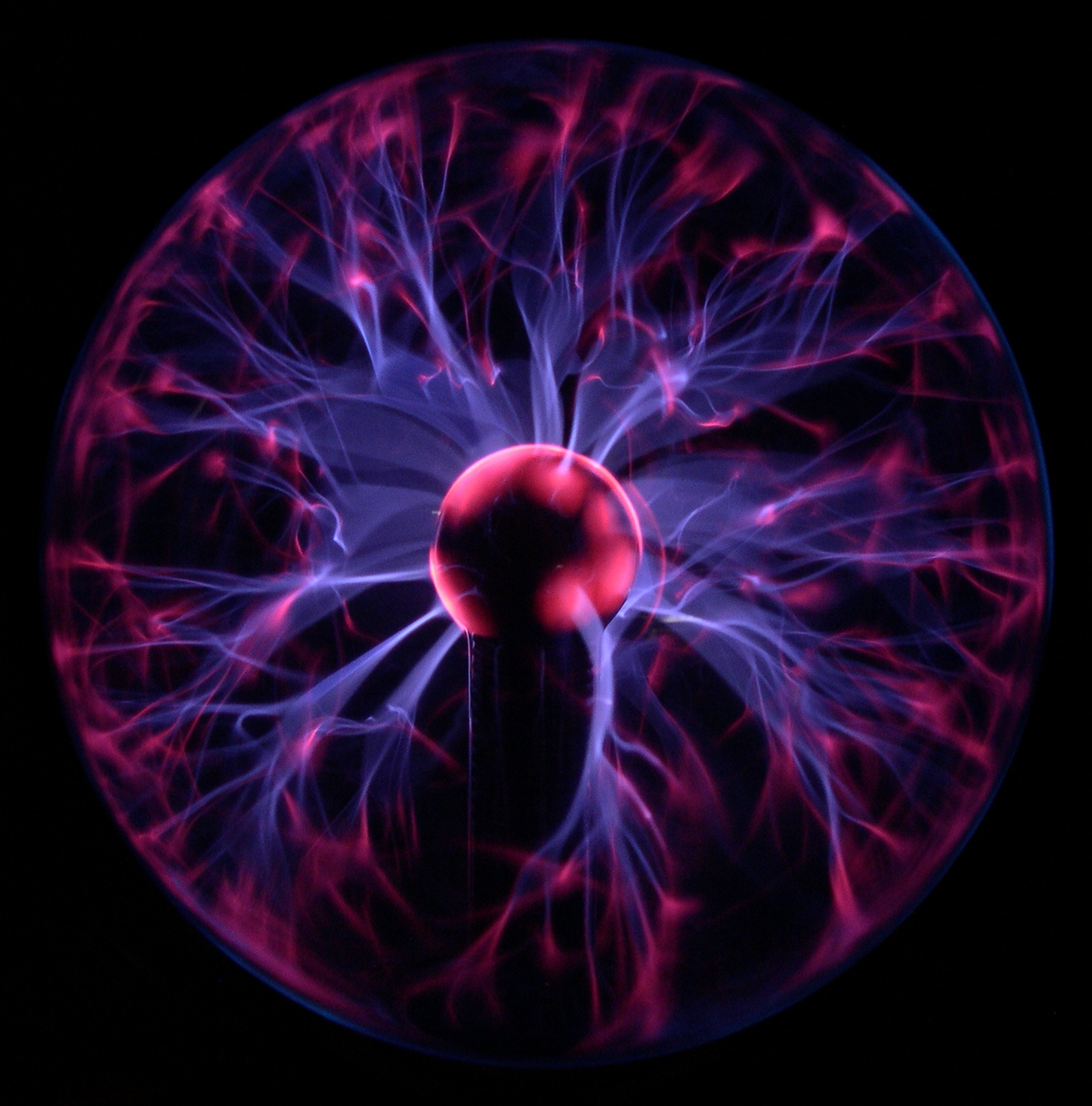
A plazma vezetőképességén alapul a plazmalámpa működése; egyes elméletek szerint a gömbvillámok különleges plazmaképződmények lehetnek

Kialakulására, természetére vonatkozóan nincs általánosan elfogadott tudományos magyarázat, az idők során sok – köztük néhány igen merész – elmélet született.
Egyes feltételezések szerint a gömbvillámok plazmából állnak, de nem világos kialakulásuk folyamata.
A legelső tudományos igényű magyarázatot kísérleti megfigyeléseire alapozva Nikola Tesla adta a jelenségre, amely szerint „…a gömbvillám-jelenséget a levegőn vagy valamilyen gázon áthaladó erős elektromos kisülés hozza létre…” Ez irányú kutatásait a Colorado Springs Notes, illetve a US1,119,732 számú szabadalmában ismerteti részletesebben.
J. Abrahamson és J. Dinniss elmélete szerint a földbe csapó villámok hatására a szilícium-dioxid- és széntartalmú talajból szilíciumionok halmaza válik ki; ez a gömbvillám.

## A gömbvillám mint parajelenség
Egyes teóriák szerint a gömbvillámok spontán (zivataroktól távoli helyeken való) megjelenése sértheti az energia- és töltésmegmaradás ma ismert törvényszerűségeit, de legalábbis kiváltó okuk, energiájuk forrása ismeretlen; ezzel kapcsolatban néhányan részletesebb megismerésüktől egy új alternatív energiaforrás felfedezését várják. Egely György szerint a gömbvillámok alapvetően egy negyedik térdimenzió létezésének bizonyítékai. Egyesek különleges alakú gömbvillámokkal magyarázzák a kísértetek felbukkanását, nagyobb energiájúakkal az önégési eseteket. Néhány ufó-megfigyelés kétségkívül a gömbvillámokra vezethető vissza.
Mivel megjelenése merőben szokatlan, és mivel feltűnését jó néhány esetben romboló tevékenység kíséri, a jelenség sok ember számára félelmetes.
2006 és 2024:
Az Alföld déli részén Kisszálláson 2006-ban (augusztus 20) tűzijáték előtti vihar esetében két felkőoszlop között lassú sebességgel 10-15 másodpercig 1-2 bömbvillám jelent meg, csóvát húzva, hidegfehér fénygömb formájában. A semmiből keletkezve szelték át a távot, szemmel követhető sebességgel. Ezt követően erős szél és nagy esőzés következett.
2024 nyarán szintén a 2006-os esemény helyén jelent meg egy gömbvillám. Ekkor egy családi ház terasza volt a helyszín. Nagyon erős vihar készült, több ház tetejét megrongálta. A szemtanú elmondása szerint a semmiből keletkezett, körülbelül derékmagasságból indult és kivehető narancssárga gömb kinézete volt, jól követhető, nem egyenes mozgást végzett és csóvája is volt, mint egy szikra. Azonban olyan gyors volt, mint egy nagyobb légy. Az útvonalában semmi nem volt és célzottan a konnektorba "csapódott". Az eset 5-10 méteren belül játszódott le és a szemtanú elmondása szerint azonnal kiégette az áramköröket, amíg a biztosíték le nem kapcsolt és köztük egy külső lámpát is megkárosított.